# Het onbestaande avontuur
 Het onbestaande avontuur is het 131e album van de stripreeks De avonturen van Urbanus en verscheen in 2008 in België. Het stripverhaal kwam van de hand van Willy Linthout en Urbanus bedacht het scenario.

## Verhaal
In het 131e album, na zijn botsing met de timetravelbetonmolen in het vorige album De slungel van de jungle komt Urbanus in het jaar 1983 terecht. Daar moet hij zijn eerste avontuur, Het fritkotmysterie, opnieuw beleven om zo de Urbanus-boekjes terug beroemd te maken. Maar dat is buiten Klara Kibbel gerekend, een succesauteur uit 1983 die alleen maar brave kinderboekjes schrijft. Zij heeft via een toekomstvoorspelling gezien dat Urbanus een superpopulaire stripfiguur zal worden. Hier wil ze een stokje voorsteken. Als officieel controleur van pedagogisch verantwoorde boekjes ziet ze er streng op toe dat er geen platvloersheid, dialect, seks en geweld in de Urbanusavonturen voorkomt.